# Anson George McCook
Anson George McCook (né le 10 octobre 1835 à Steubenville en Ohio, et décédé le 30 décembre 1917 à New York en New York (État)) est un brigadier-général de l'Union et un représentant du Congrès. Il est enterré à Steubenville dans le comté de Jefferson, État de l'Ohio.

## Avant la guerre
Anson George McCook a fait ses études à Lisbon (Ohio). Entre 1850 et 1852, il est pharmacien à Pittsburg en Pennsylvanie.
Il retourne en Ohio et enseigne près de Lisbon. Il part pour les plaines de Californie en 1854 puis devient mineur dans cet état ainsi qu'au Nevada. Avant le début de la guerre, il reprend ses études pour devenir juriste.

## Guerre de Sécession
Anson George McCook est promu capitaine dans le 2nd Ohio Volunteer Infantry le 17 avril 1861 et quitte le service actif le 31 juillet 1861. Il aura participé à la première bataille de Bull Run pendant ce premier engagement.
Il réintègre le 2nd Ohio Infantry le 6 août 1861 en tant que commandant. À la bataille de Peach Tree Creek, près d'Atlanta, il commande une brigade. Il sert dans l'armée du Cumberland sous les ordres de Don Carlos Buell, William Starke Rosecrans, et George Henry Thomas. Il participe à plusieurs batailles dans l'Ouest, dont Perryville, Stone River, Lookout Mountain, Missionary River Ridge et Resaca.
Il est promu lieutenant-colonel le 1er janvier 1863 puis colonel le 20 janvier 1863. Il commande le 194th Ohio Volunteer Infantry.
Il est breveté brigadier général des volontaires le 13 mars 1865 pour services méritants.

## Après la guerre
Anson George McCook quitte le service actif des volontaires le 21 octobre 1865. Il est admis au barreau en 1866. Il part pour New York en mai 1873 et est admis au barreau de l'État en 1875. Il fonde le Law Journal et devient président de la New York Law Publishing Co.
Il est élu, en tant que candidat républicain, aux 45e, 46e et 47e session du Congrès couvrant ainsi la période du 4 mars 1877 au 3 mars 1883.  Il est secrétaire du Sénat des États-Unis entre 1883 et 1893. Il est nommé chambellan de la ville de New York par le maire William L. Strong.
Un de ses frères fut major général pendant la guerre de Sécession. Trois autres de ses frères furent officiers.  Quatre de ses cousins furent aussi des généraux lors de la guerre de Sécession. La famille était appelée « The Fighting McCook's »